# Oxhälja

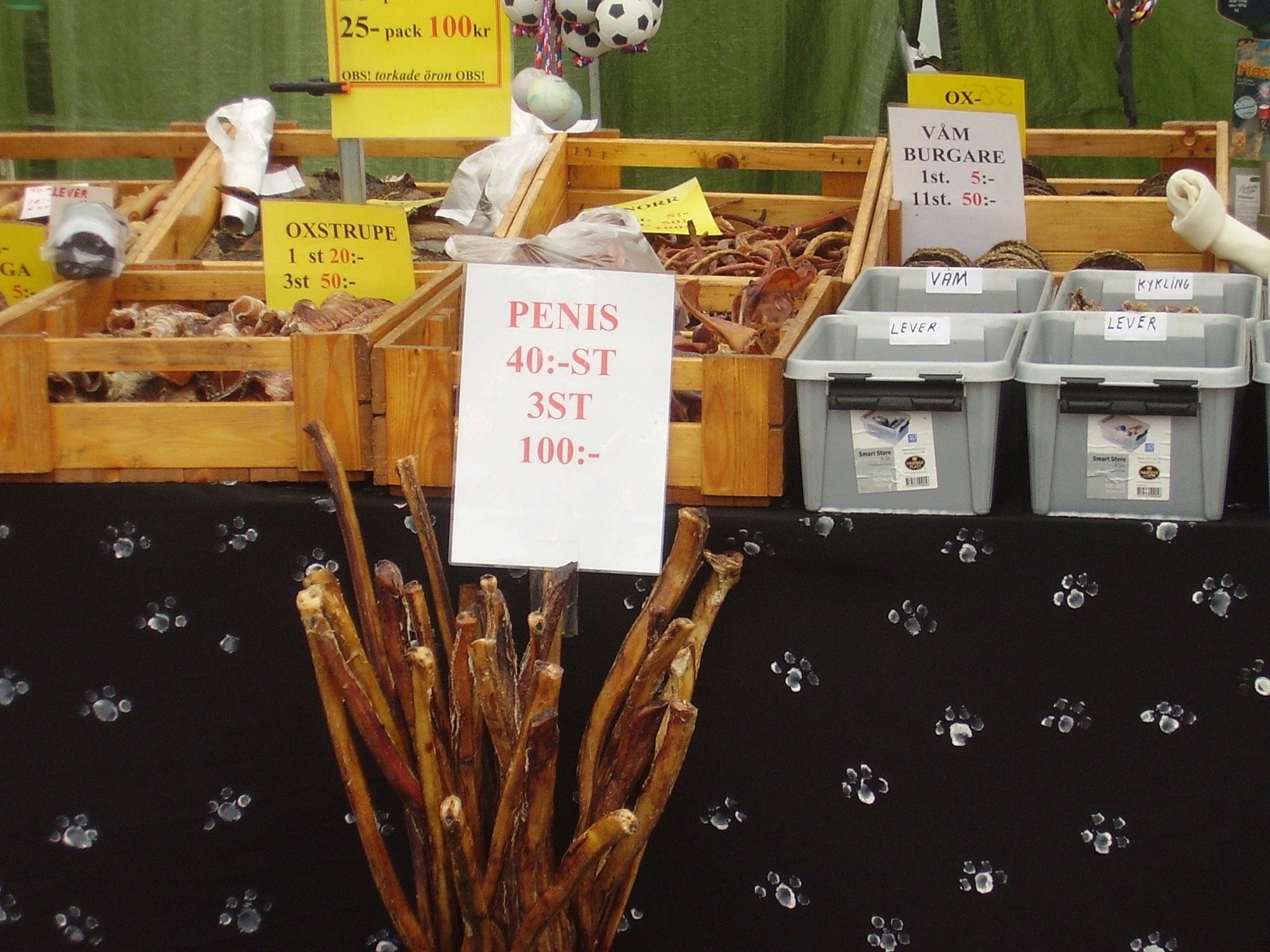
En av de mer udda varor som utbjuds till försäljning på Oxhälja marknad.

Oxhälja är en av Sveriges största marknader med anor från 1600-talet. Den går av stapeln i Filipstad årligen första helgen i september.  Under marknaden räknas 1 500 marknadsplatser (knallar) in och man beräknar att under de tre marknadsdagarna besöker cirka 150 000 personer marknaden.

## Historik
Staden Filipstad uppstod på grund av det goda läget och blev ett handelscentrum mellan Vänerbygden och Bergslagen. Hit kom lantbrukare och handelsmän och sålde sina produkter till gruv- och skogsarbetarna på bestämda tider på året. Ett sådant tillfälle var i början på september, då grönsaker, säd, frukt med mera skördats. Det blev starten för marknaden i Filipstad. De som skulle handla kom långväga ifrån och hade många resdagar åt båda hållen, varför de passade på att roa sig när de var på höstmarknaden.